# Europavej E35
E35 er en europavej der begynder i Amsterdam i Holland og ender i Rom i Italien. Undervejs går den blandt andet gennem: Utrecht og Arnhem i Holland; Emmerich am Rhein, Oberhausen, Köln, Frankfurt am Main, Heidelberg, Karlsruhe og Offenburg i Tyskland; Basel, Olten, Luzern, Altdorf, Skt. Gotthard-passet, Bellinzona, Lugano og Chiasso i Schweiz; Como, Milano, Piacenza, Parma, Modena, Firenze og Arezzo i Italien.